# Altoids

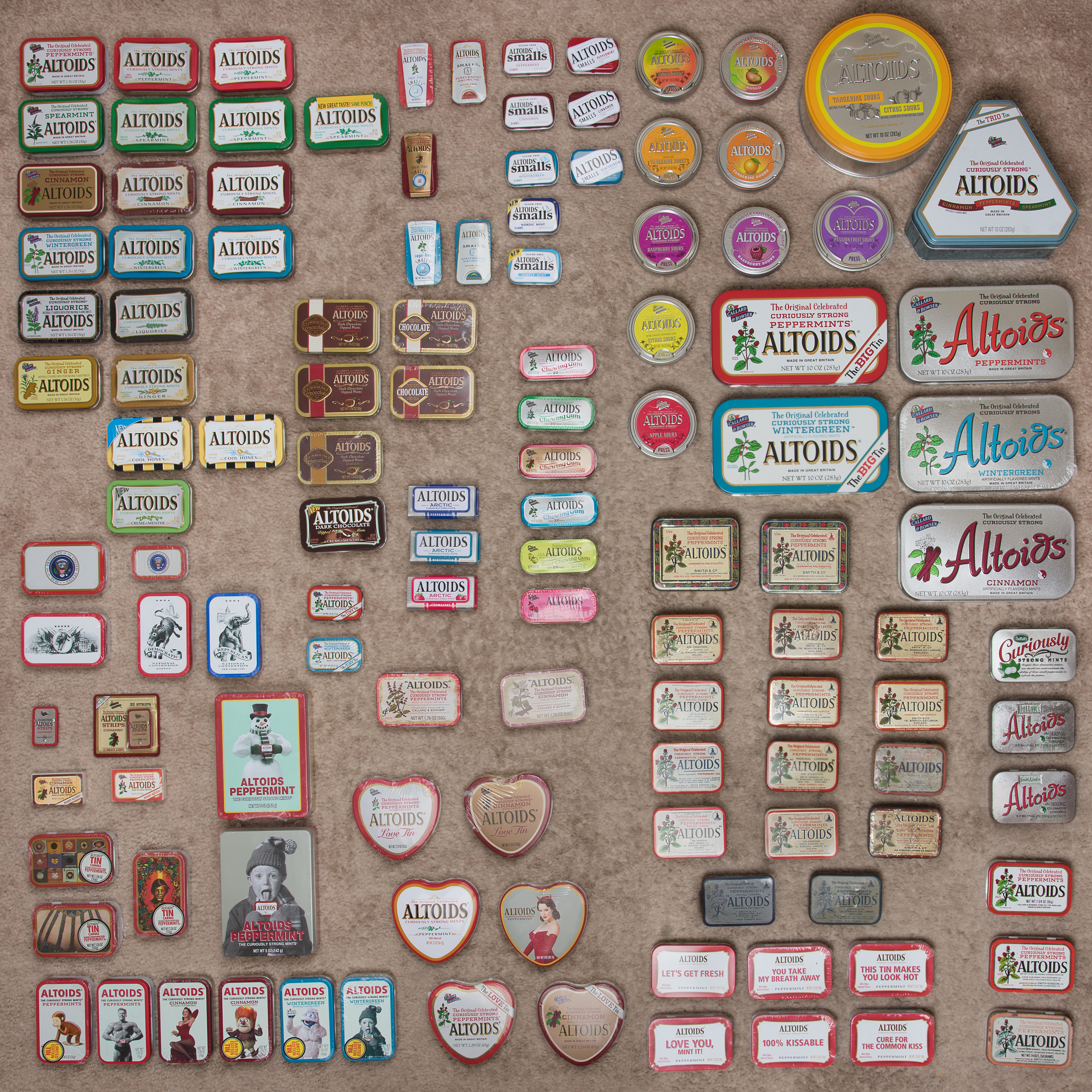
Distintas cajas de lata de la marca Altoids.

Altoids es una marca comercial de Mentas. La marca fue creada por la compañía basada en Londres Smith & Co. en los 1780s, y se volvió parte de la compañía Callard & Bowser en el siglo XIX. Su eslogan publicitario es «The Original Celebrated Curiously Strong Mints» (es decir, «Las Originales Celebradas Curiosamente Fuertes Mentas»), en referencia a la alta concentración de aceite de hierbabuena usado en el sabor original losange.

## Sabores y variedades

### Mentas
Se venden en pequeñas latas, son redondas, y vienen en seis sabores: Hierbabuena, Canela, Wintergreen, Menta, Jengibre, y Regalíz.

### Gomas
Las gomas de mascar son libres de azúcar. Hay seis sabores: Hierbabuena, Menta, Canela, Wintergreen, Cereza, y Manzana.

### Barras para el aliento
Vienen en dos sabores: Canela y Hierbabuena. Desde 2007, fueron descontinuados.

## Otros Sitios
El sitio oficial de Altoid
- Datos: Q2757310
- Multimedia: Altoids / Q2757310